# アサヒグラフ
『アサヒグラフ』は、朝日新聞社が1923年（大正12年）1月25日から2000年（平成12年）10月15日まで刊行していた週刊グラフ誌（画報誌）である。

## 概要
日本における写真誌の草分け的存在で、数々の歴史的な報道や、その時代に代表される世相や風俗の特集記事を多数掲載、資料的価値も高い。大正デモクラシーから、戦前、戦中、戦後、高度経済成長、オイルショック、バブル崩壊、そして21世紀の幕開けまで、77年間の長期にわたり刊行を続けた日本を代表するグラフ誌の一つ。

## 歴史
日本初の日刊写真新聞として1923年（大正12年）に創刊された。第1号は「1923年1月25日創刊号」。同年9月1日の関東大震災で臨時休刊し、同年11月14日号から週刊の画報誌として復刊した。
創刊当初にはジョージ・マクマナスによるアメリカの4コマ漫画『ジッグズとマギー』の翻訳版が『おやぢ教育』のタイトルで連載されていた。当時数少なかった日本の漫画家らには、コマ割りやふきだしなど、漫画表現において多大な影響を与えた作品で、日本漫画の源流と考えられている。
アサヒグラフではその後、少年漫画の源流である『正チャンの冒険』等の日本人の漫画を掲載した｡
「1952年8月6日号」において、日本で初めて広島の原爆被害の写真を誌面に掲載し、話題になる。
テレビ放送の開始後も、1970年代には10万部台の発行を誇った。1980年代以降は報道よりもカルチャーや人物紹介などに重点を置き、写真家の作品発表の場という一面も持っていた。
2000年10月15日増刊号『シドニー・オリンピック総集編』をもって休刊。77年の歴史を終える。
2010年代に入ると、朝日新聞社から出版部門を分社した朝日新聞出版から週刊朝日臨時増刊扱いで『緊急復刊 アサヒグラフ』が不定期に発行されている。
| 発売日        | 号               | タイトル              |
| ------------- | ---------------- | --------------------- |
| 2011年3月23日 | 2011年3月30日号  | 東北関東大震災        |
| 2016年4月23日 | 2016年5月5日号   | 九州・熊本大地震      |
| 2016年11月5日 | 2016年11月16日号 | 広島カープ 2016全記録 |

ほかに、歴史的なバックナンバーが復刻されるケースもある。
ウェブサイト「朝日新聞クロスサーチ」は、1923年1月25日号から1956年12月30日号までの約2000冊の誌面イメージをカラーでデジタル収録した（有料）。目次・概要を対象としたキーワード検索が可能。

## 表紙ギャラリー

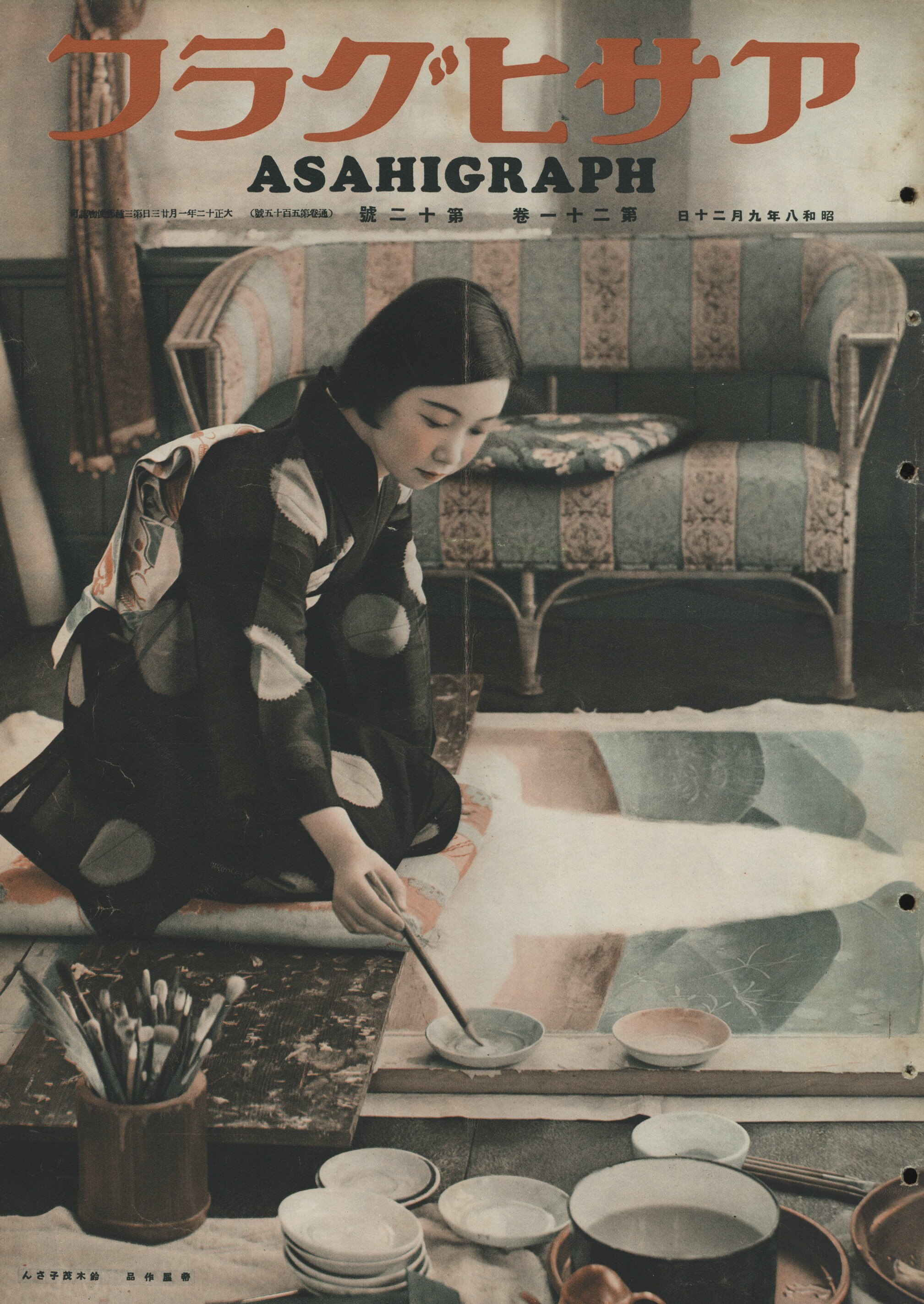
1933年9月20日号.jpg
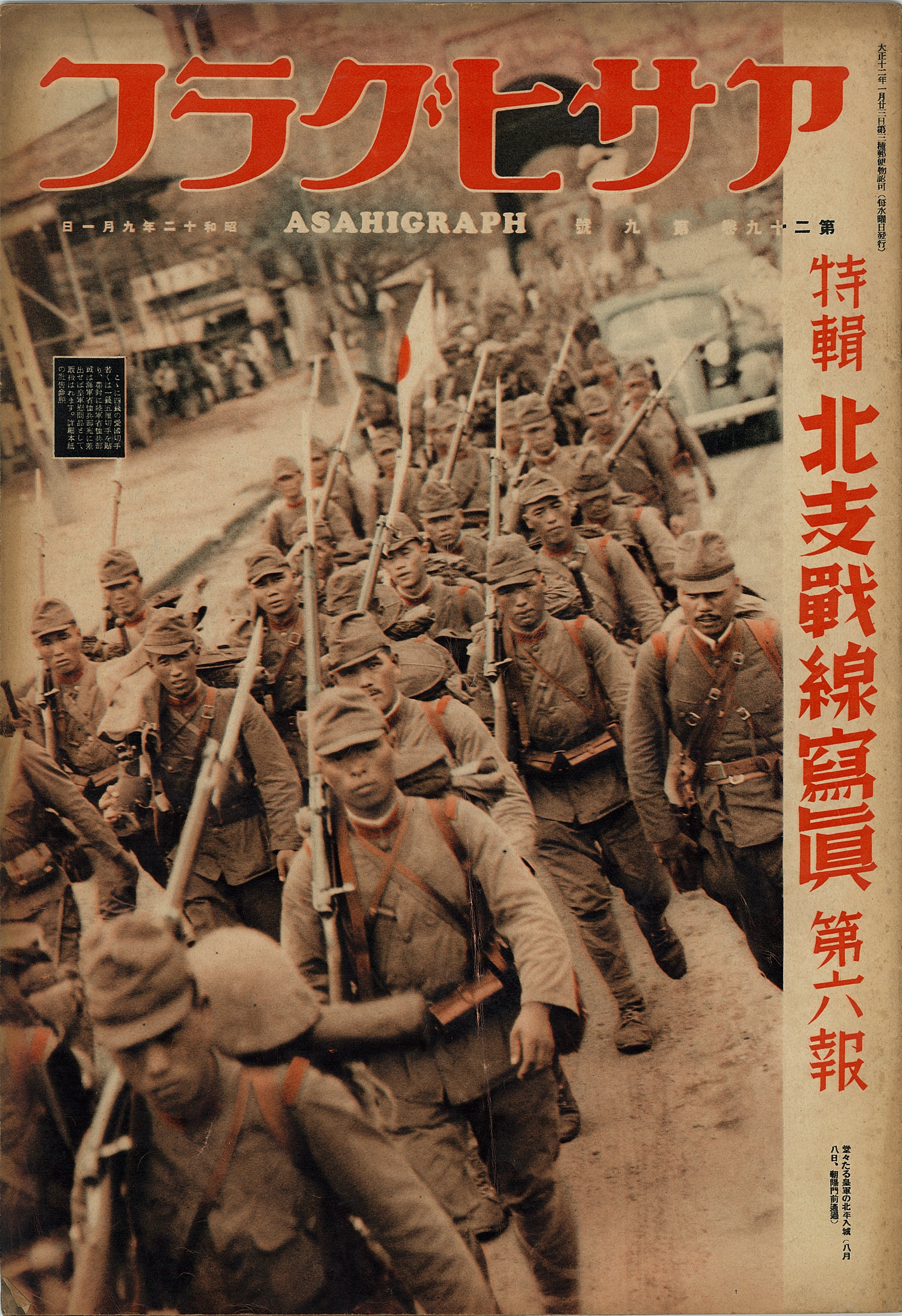
1937年9月1日号
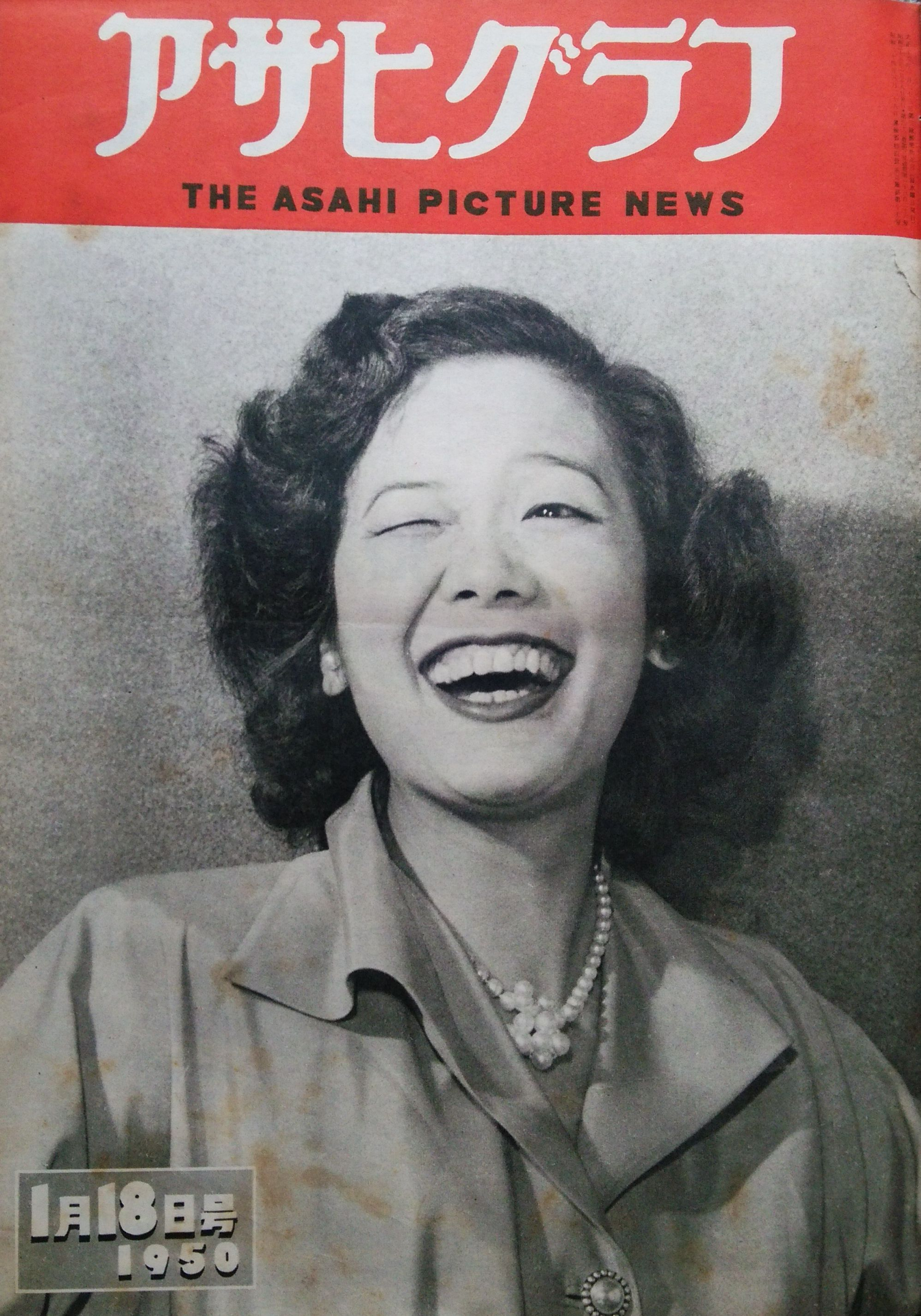
1950年1月18日号（笠置シヅ子）
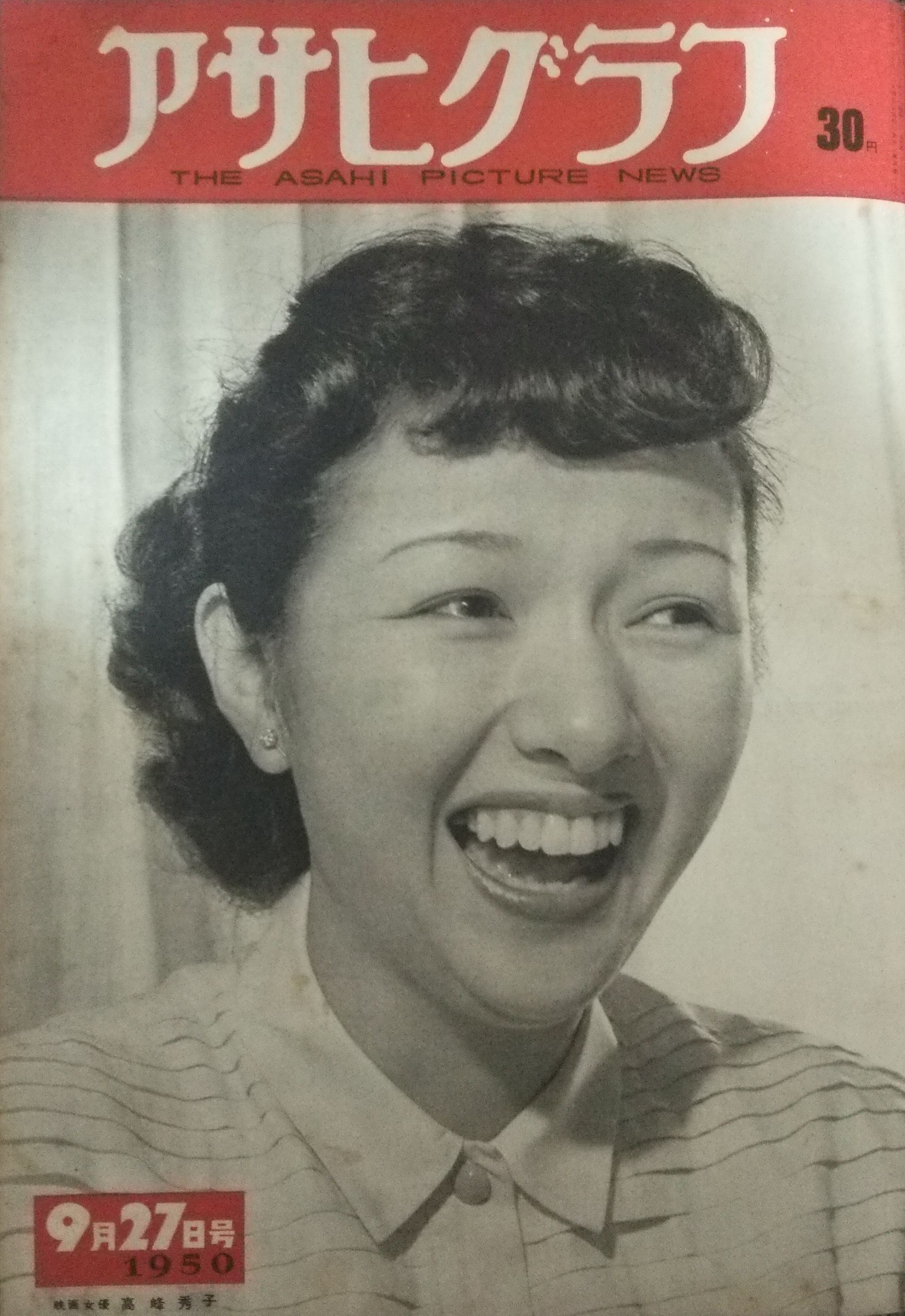
1950年9月27日号（高峰秀子）
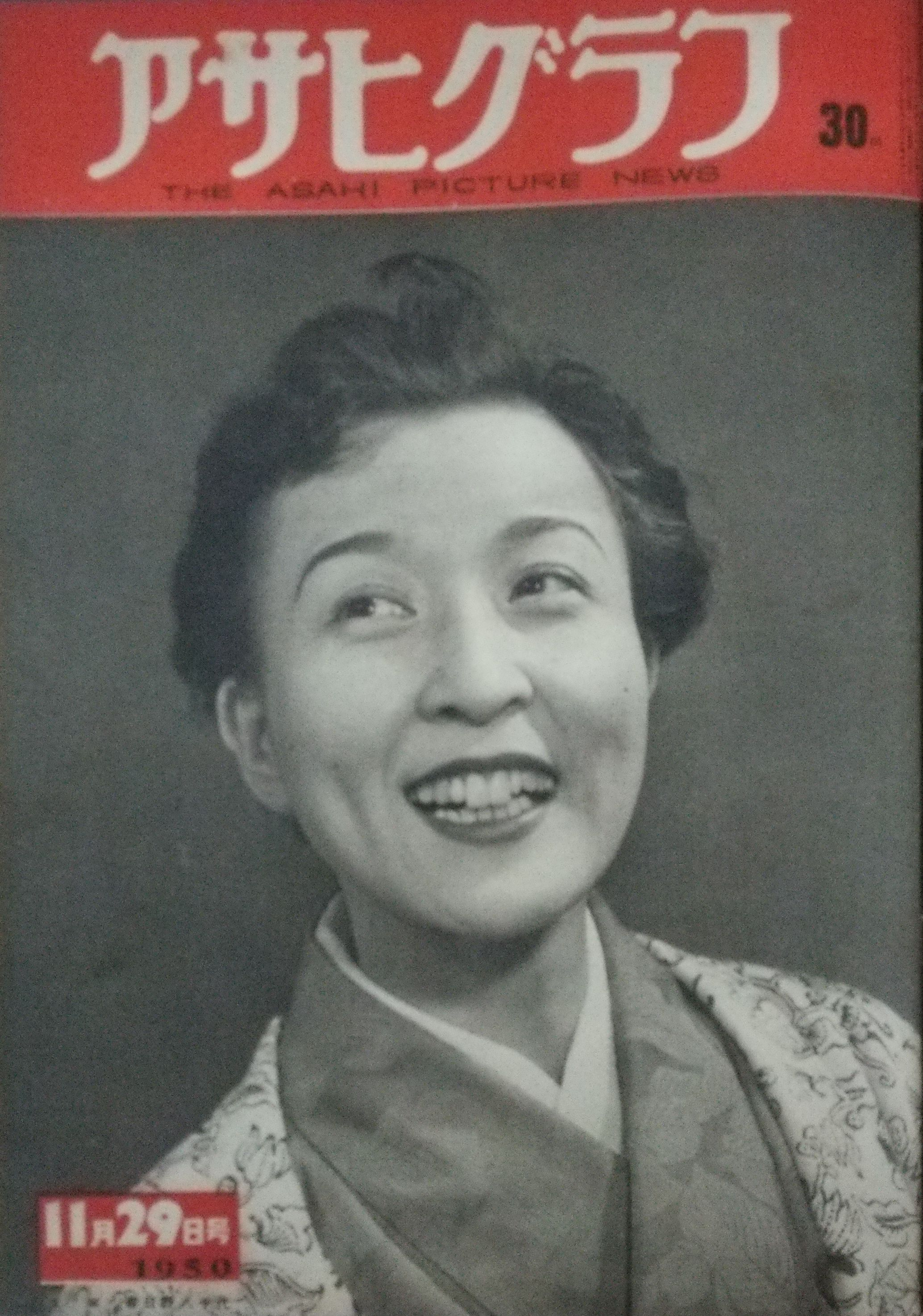
1950年11月29日号（春日野八千代）
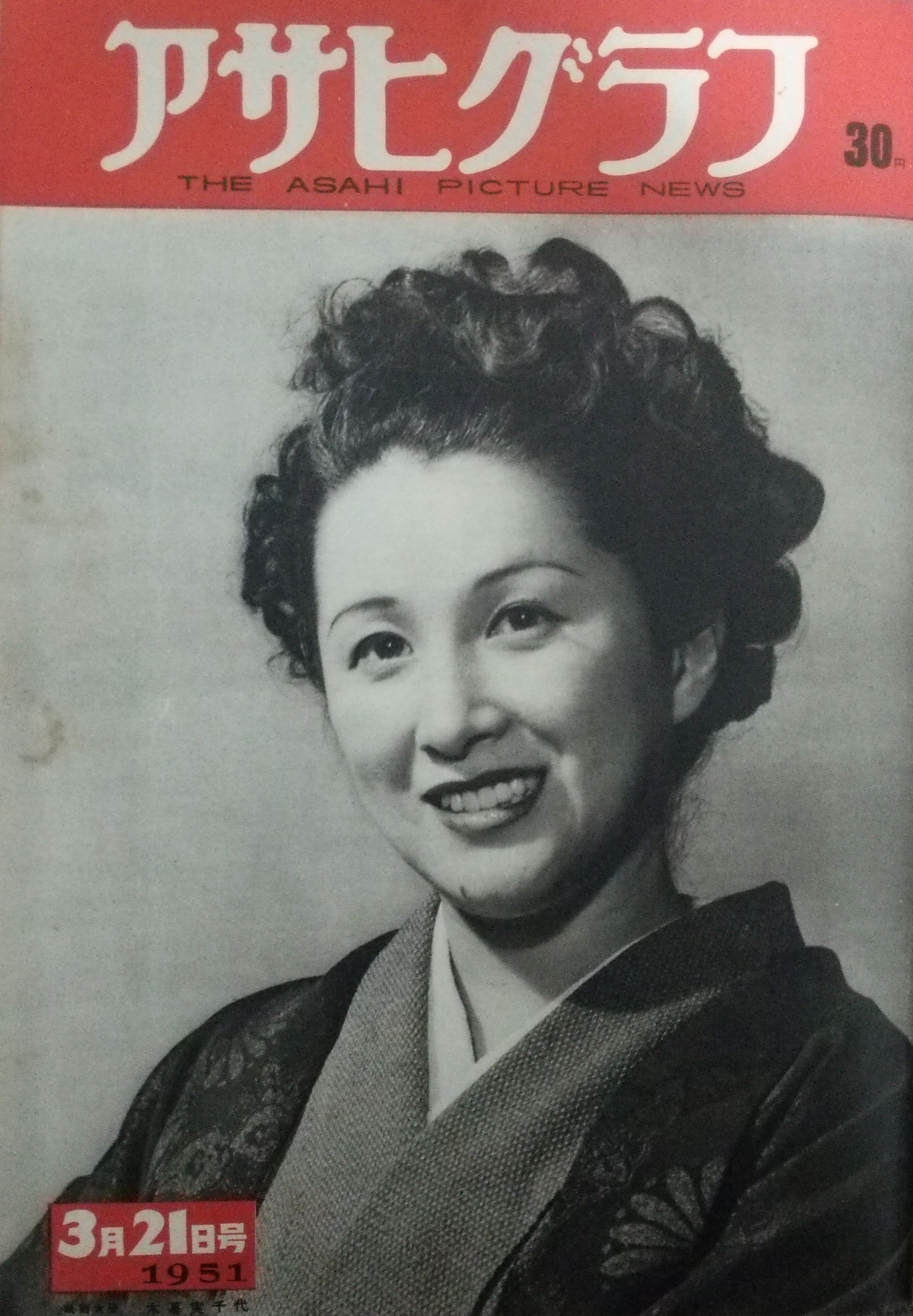
1951年3月21日号（木暮実千代）
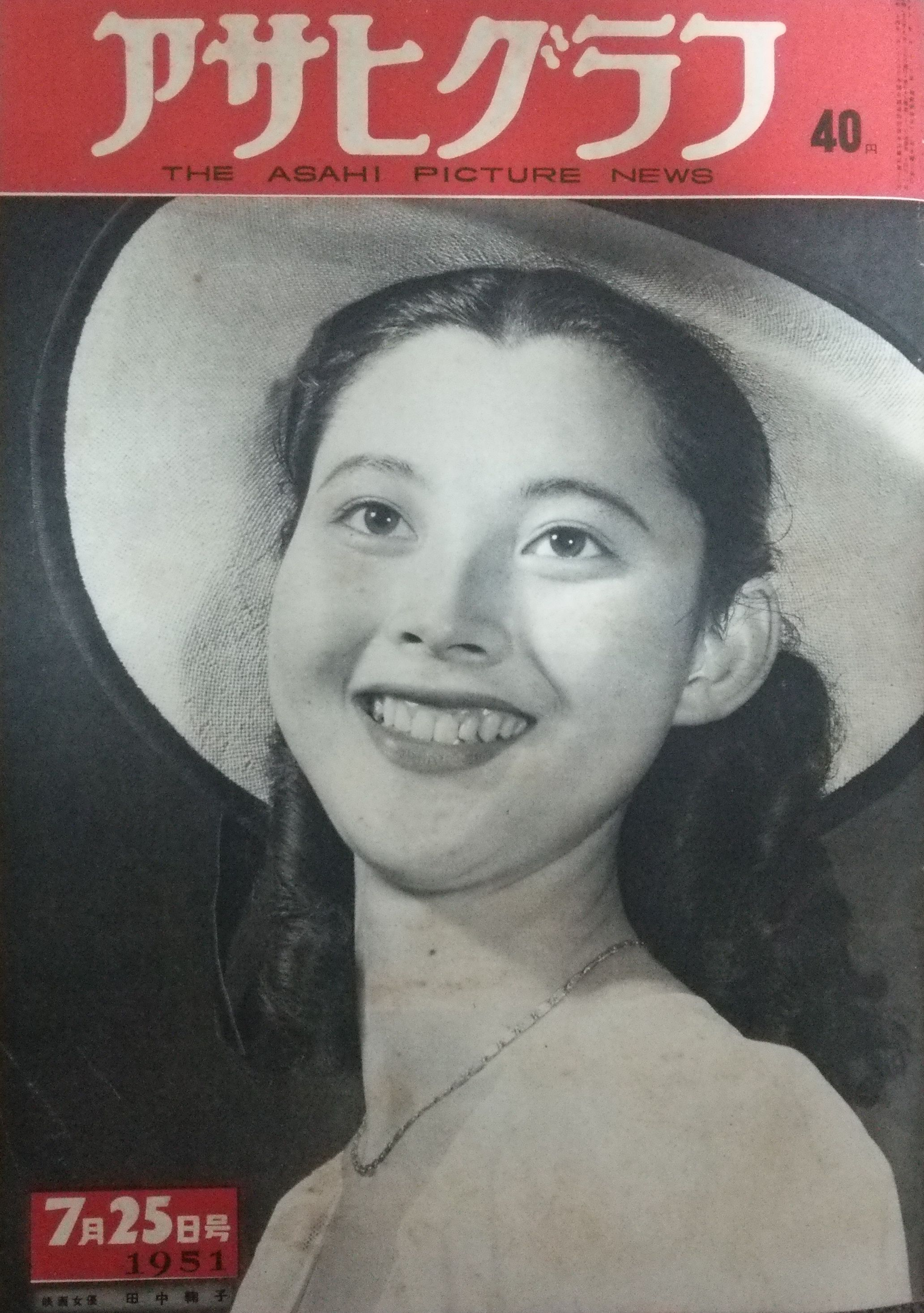
1951年7月25日号（岡田茉莉子）
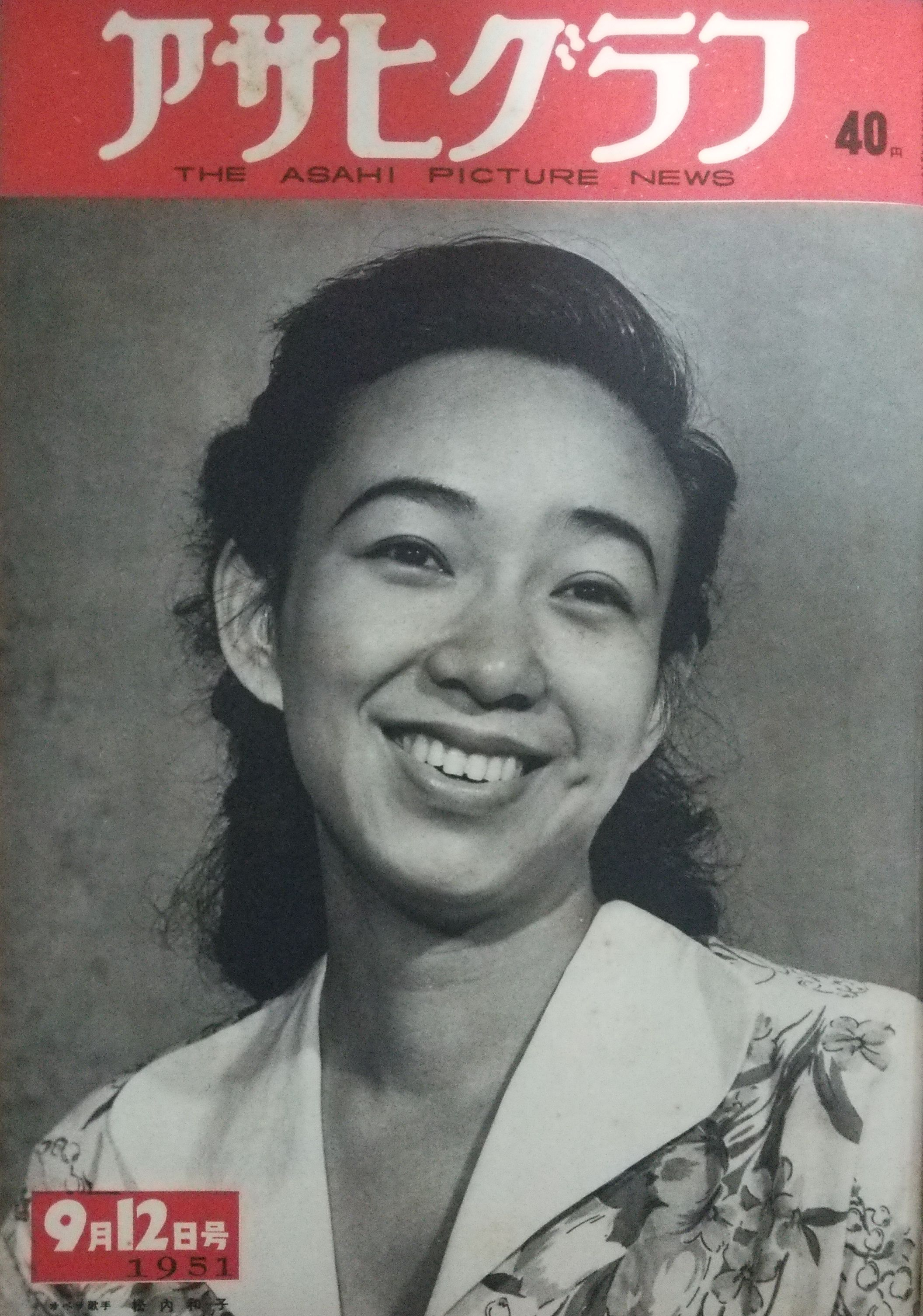
1951年9月12日号（松内和子）
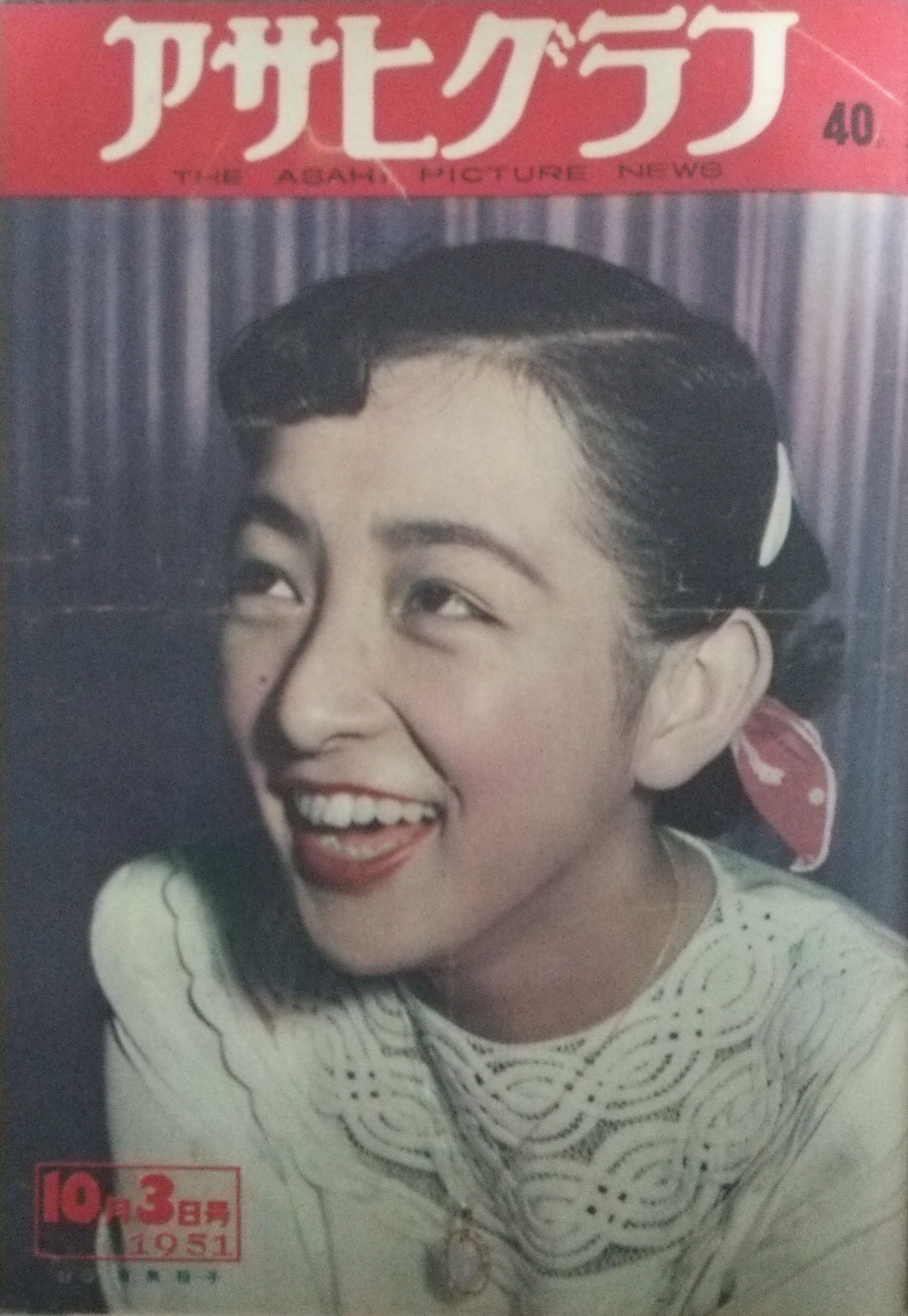
1951年10月3日号（有馬稲子）
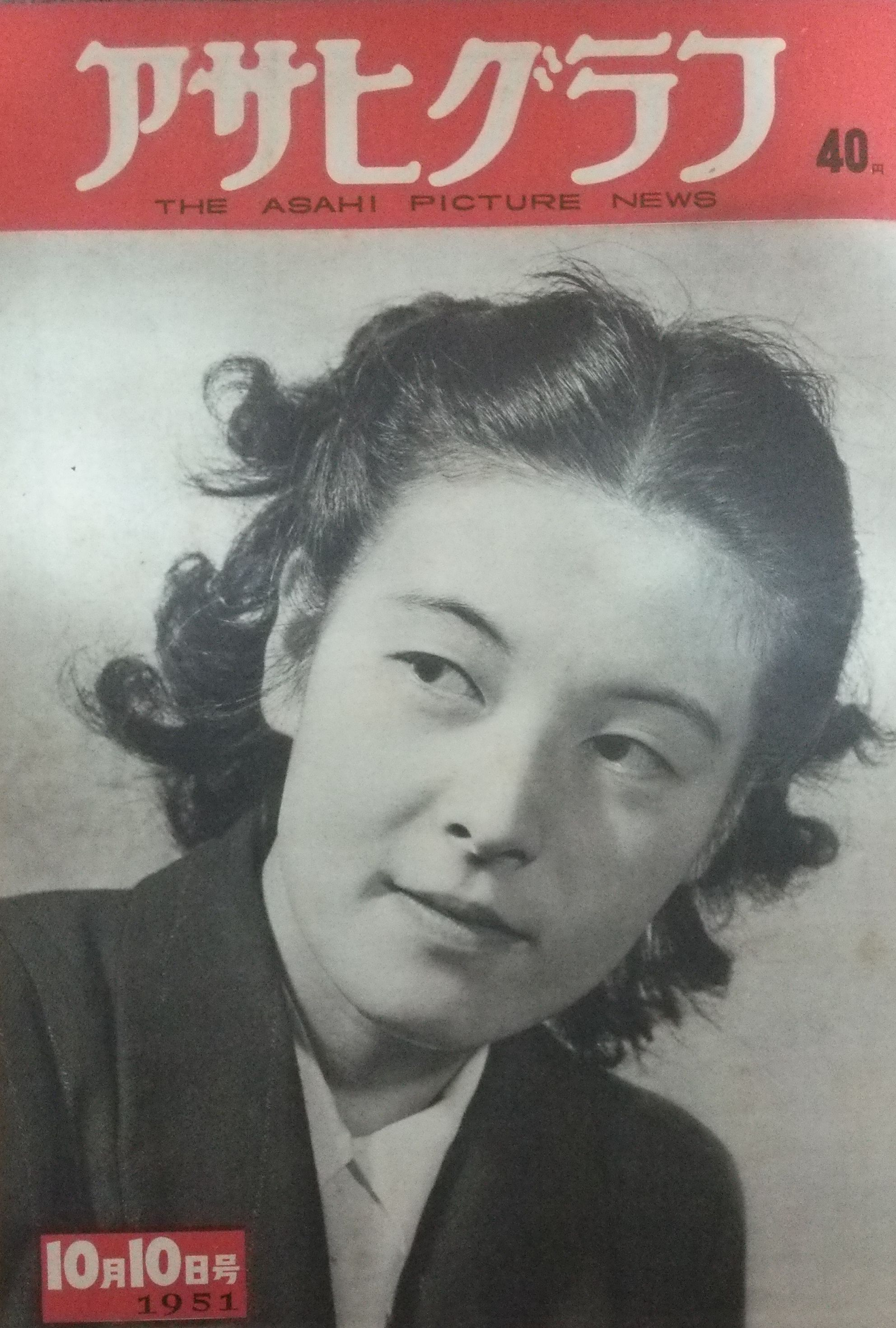
1951年10月10日号（松田文子）
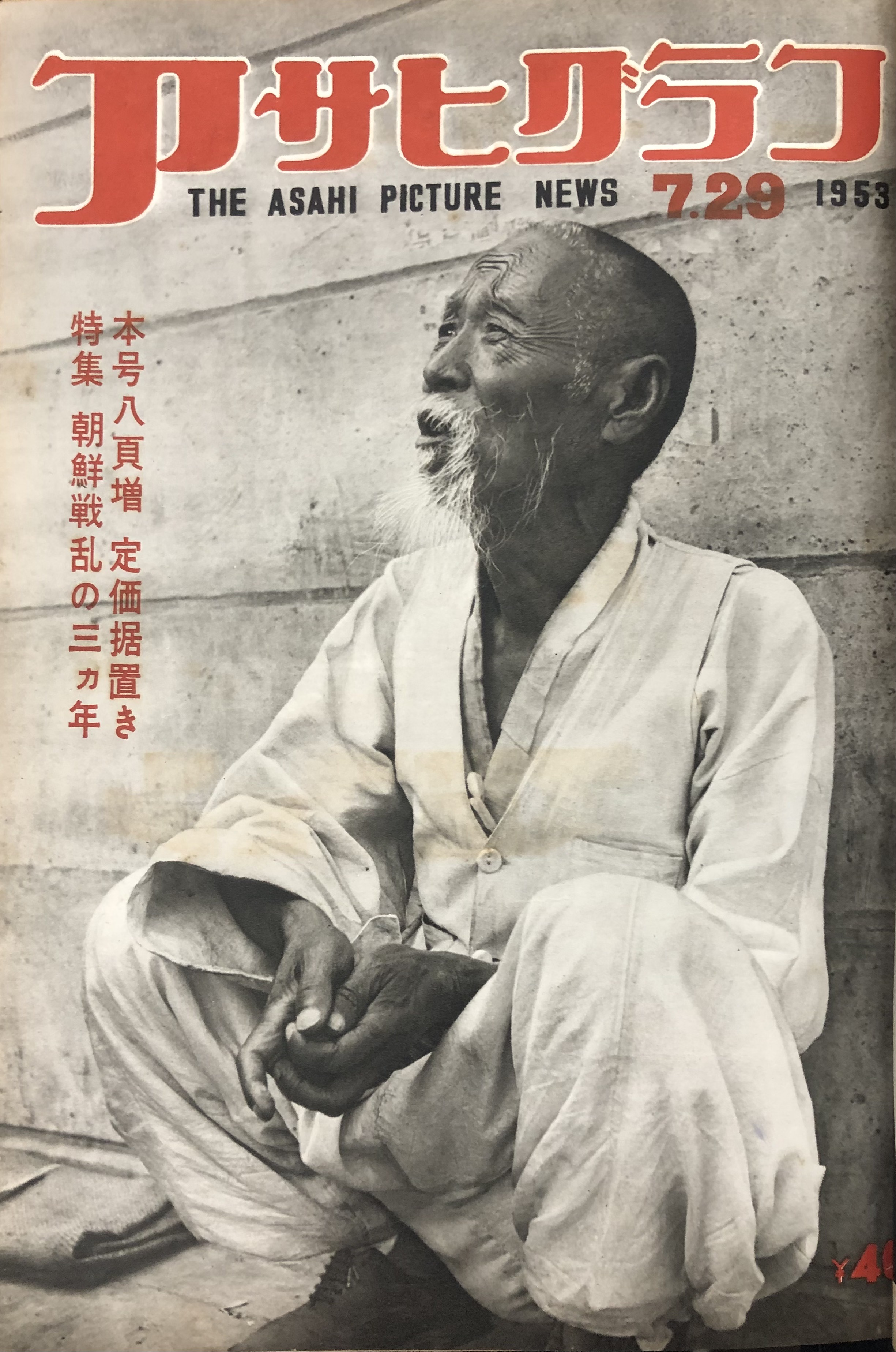
1953年7月29日号
1967年4月28日号（美濃部亮吉）

## 月刊アサヒグラフ person
『月刊アサヒグラフ person』（げっかんアサヒグラフ パーソン）は、2001年（平成13年）から2003年（平成15年）まで、朝日新聞社が刊行していた月刊誌。
2001年3月23日（2001年5月号）創刊。「アサヒグラフ」の名前を冠しているものの報道色は薄く、芸能人へのインタビューを中心とした芸能グラビア雑誌となっていた。2003年4月号（2003年2月22日発売、通算24号）をもって休刊。